# Liste der maltesischen Abgeordneten zum EU-Parlament (2004–2009)
Die Liste der maltesischen Abgeordneten zum EU-Parlament (2004–2009) listet alle maltesischen Mitglieder des 6. Europäischen Parlamentes nach der Europawahl in Malta 2004.

## Mandatsstärke der Parteien
- SPE: 3
- EVP-ED: 2

| Nationale Partei          | Mandate | Fraktion                                                                   |
| ------------------------- | ------- | -------------------------------------------------------------------------- |
| Partit Laburista (PL)     | 3       | Fraktion der Sozialdemokratischen Partei Europas (SPE)                     |
| Partit Nazzjonalista (PN) | 2       | Fraktion der Europäischen Volkspartei und europäischer Demokraten (EVP-ED) |
| Gesamt                    | 5       |                                                                            |

## Abgeordnete
| Bild | Name                 | geb. | Partei | Fraktion | Kommentar                                         |
| ---- | -------------------- | ---- | ------ | -------- | ------------------------------------------------- |
|      | John Attard-Montalto | 1953 | PL     | SPE      |                                                   |
|      | Glenn Bedingfield    | 1974 | PL     | SPE      | Am 24. Oktober 2008 für Joseph Muscat nachgerückt |
|      | Simon Busuttil       | 1969 | PN     | EVP-ED   |                                                   |
|      | David Casa           | 1968 | PN     | EVP-ED   |                                                   |
|      | Louis Grech          | 1947 | PL     | SPE      |                                                   |

## Ausgeschiedene Abgeordnete
| Bild | Name          | geb. | Partei | Fraktion | Kommentar                           |
| ---- | ------------- | ---- | ------ | -------- | ----------------------------------- |
|      | Joseph Muscat | 1974 | PL     | SPE      | Ausgeschieden am 25. September 2008 |